# Hikaru Kuba
Hikaru Kuba (久場 光 Kuba Hikaru?, nacido el 9 de abril de 1990 en Naha, Okinawa) es un exfutbolista japonés. Jugaba de delantero y su último club fue el FC Ryukyu de Japón.

## Trayectoria

### Clubes
| Club           | País  | Año         |
| -------------- | ----- | ----------- |
| Nagoya Grampus | Japón | 2009 - 2011 |
| Ehime FC       | Japón | 2012        |
| FC Ryukyu      | Japón | 2013        |

## Estadística de carrera

### J. League
| Club           | Año   | J. League | J. League | Copa J. League | Copa J. League | Total | Total |
| Club           | Año   | Part.     | Goles     | Part.          | Goles          | Part. | Goles |
| -------------- | ----- | --------- | --------- | -------------- | -------------- | ----- | ----- |
| Nagoya Grampus | 2009  | 0         | 0         | 0              | 0              | 0     | 0     |
| Nagoya Grampus | 2010  | 0         | 0         | 1              | 0              | 1     | 0     |
| Nagoya Grampus | 2011  | 2         | 0         | 0              | 0              | 2     | 0     |
| Ehime FC       | 2012  | 10        | 0         | -              | -              | 10    | 0     |
| Total          | Total | 12        | 0         | 1              | 0              | 13    | 0     |

## Palmarés

### Títulos nacionales
| Título    | Club           | País  | Año  |
| --------- | -------------- | ----- | ---- |
| J1 League | Nagoya Grampus | Japón | 2010 |